# Біраторі

42°35′7″ пн. ш. 142°7′44″ сх. д. / 42.58528° пн. ш. 142.12889° сх. д.
Бірато́рі (яп. 平取町, びらとりちょう, МФА: [bʲiɾatoɾʲi t͡ɕoː]) — містечко в Японії, в повіті Сару округу Хідака префектури Хоккайдо. Станом на 1 жовтня 2008 року площа містечка становила 743,16 км². Станом на 31 березня 2017 населення містечка становило 5225 осіб.

## Культура
У місті виходить єдиний у світі журнал айнською мовою Айну Таймузу.